# Marko Ivezić
Marko Ivezić (2 de diciembre de 2001) es un futbolista serbio que juega en la demarcación de centrocampista para el Holstein Kiel de la 2. Bundesliga.

## Selección nacional
Tras jugar con varias categorías inferiores de la selección, finalmente hizo su debut con la selección de fútbol de Serbia en un partido amistoso contra Estados Unidos que finalizó con un resultado de 1-2 a favor del combinado serbio tras los goles de Luka Ilić y Veljko Simić para Serbia, y de Brandon Vazquez para el conjunto estadounidense.

## Clubes
| Club          | País     | Año       | Partidos | Goles |
| ------------- | -------- | --------- | -------- | ----- |
| FK Voždovac   | Serbia   | 2021-2023 | 71       | 3     |
| Holstein Kiel | Alemania | 2023-     | 56       | 1     |